# Osterby, Rendsburg-Eckernförde
Osterby (tiếng Đan Mạch: Østerby) là một đô thị thuộc quận Rendsburg-Eckernförde, bang Schleswig-Holstein.